# Olivér Halassy
Olivér Halassy (Újpest, 31 luglio 1909 – Budapest, 10 settembre 1946) è stato un pallanuotista e nuotatore ungherese, amputato del piede sinistro, vincitore di due medaglie d'oro alle olimpiadi di Los Angeles 1932 e di Berlino 1936 ed una di argento ad Amsterdam 1928.
Halassy era sposato e aveva tre figli. Dopo il ritiro dalle competizioni ha lavorato come revisore dei conti nel suo municipio. È stato ucciso da un soldato sovietico dopo una rapina vicino alla sua casa a Budapest. 
Nel 1978 è stato inserito nella International Swimming Hall of Fame.